# Helas Brno
Helas Brno ist ein tschechischer Futsalverein aus Brünn.

## Vereinsgeschichte
Helas Brno wurde 1982 gegründet. Das Team stieg 1995 in die drittklassige Divize auf, 1997 folgte der Aufstieg in die 2. Liga, 1998 der Aufstieg in die 1. Liga. Helas erreichte regelmäßig die Play-offs, größter Erfolg war die Vizemeisterschaft in der Saison 2004/05. Zwei Jahre später musste die Mannschaft zum ersten Mal in der Vereinsgeschichte absteigen, kehrte aber umgehend in die höchste Spielklasse zurück.

## Bekannte ehemalige Spieler
- Martin Abraham
- Tomáš Abrahám
- Pavel Černý
- Petr Vlček